# Candiwulan (Kutasari)
Candiwulan is een bestuurslaag in het regentschap Purbalingga van de provincie Midden-Java, Indonesië. Candiwulan telt 4813 inwoners (volkstelling 2010).